# オットー・ヴァッカー
オットー・ヴァッカー（Otto Wacker, 1898年 - 1970年）は、ドイツの画商であり、フィンセント・ファン・ゴッホの絵画の贋作販売に関与した人物である。
オットー・ヴァッカーは、1925年画商となり、絵画取引界での信頼を確立していった。そのような中、弟で画家・絵画修復家のレオンハルト・ヴァッカーにゴッホの贋作を制作させたものと思われる。
ヴァッカーは、これらの絵画の来歴について、あるロシア人がこれらの絵画をスイスに非合法に持ち込んだが、ソビエト連邦の親族からの報復を避けるためにその名前を明かすことができないと説明し、ゴッホ作品の専門家であるジャコブ＝バート・ド・ラ・ファイユ、ヘンク・ブレンマー、ユリウス・マイヤー＝グラーフェ、ハンス・ローゼンハーゲンらもこれを信じて、真作を保証する鑑定書を書いた。複数の画廊がこれらの作品を購入した。
ヴァッカー画廊作品は、1928年1月、ド・ラ・ファイユのカタログ発刊に合わせてベルリンのパウル・カッシーラーによって企画された展覧会に出展されることとなった。ヴァッカー画廊から最後の4作品が展覧会に届けられた時、責任者のグレーテ・リングとヴァルター・ファイルヘンフェルトが、偽作であることに気づいた。そしてこれらのキャンバスはヴァッカー画廊に戻された。
更なる調査により、ヴァッカーに由来する33作品に贋作の疑いがあることが分かった。1928年12月、Matthiesen画廊は、ドイツ画商協会の支援を受けてヴァッカーに対する訴訟を提起した。ド・ラ・ファイユは、従前の意見を変え、1930年刊行の『偽のゴッホ作品』においてこれらの作品を挙げた。
ヴァッカーに対する裁判は1932年4月6日から行われた。画家ゴッホの甥フィンセント・ウィレム・ファン・ゴッホが出廷し、一家の記録には作品を購入したロシア人は現れないことを証言した。一方、ド・ラ・ファイユは、再度意見を変え、一連の作品のうち5点は真作であるとの意見を述べた。
裁判において、どの絵が真作であるかについて、様々な専門家の意見が出されたが、完全な一致には至らなかった。ブレンマーは少なくとも9点が真作であるとし、マイヤー＝グラーフェは当初の鑑定書の誤りを認めた。ローゼンハーゲンは、14点は美術価値に劣るものの真作であるとした。
しかし、オランダの絵画修復家A・マールテン・デ・ヴィルトが、これらの絵画に用いられている絵具がゴッホの用いたものと異なることを発見した。同じく絵画修復家のクルト・ヴェールテは、X線解析により、技法が異なることを指摘した。後に、そもそもフランス製のキャンバスではなかったことも判明した。
1932年4月19日、ヴァッカーは詐欺罪で起訴され、控訴を経て、禁錮19か月、罰金30ライヒスマルクの有罪判決を受けた。
第二次世界大戦後、ヴァッカーは東ベルリンに居住し、絵画取引の世界を去った。問題となった作品の一部は行方が知られていないが、今日、ヴァッカー由来作品の中で真作は1点もなかったということで専門家の意見は一致している。